# Vărbilău
Vărbilău é uma comuna romena localizada no distrito de Prahova, na região de Muntênia. A comuna possui uma área de 42.06 km² e sua população era de 7301 habitantes segundo o censo de 2007.